# Primera División de España
La Primera División de España cuyo nombre comercial es LALIGA EA Sports por motivos de patrocinio, y conocida oficialmente como Campeonato Nacional de Liga de Primera División, es la máxima categoría masculina del sistema de ligas de fútbol de España y una de las principales competiciones del país. El vigente campeón es el F. C. Barcelona. La organiza desde 1984 la Liga Nacional de Fútbol Profesional, tras suceder a la Real Federación Española de Fútbol (RFEF). Se disputa desde la temporada 1928-29 y tan solo se vio interrumpida en dos ocasiones: entre 1936 y 1939 debido a la guerra civil española y, en 2020,debido a la pandemia de COVID-19 (posteriormente se retomó la competición).
La Primera División es, junto a la Segunda División, una de las dos únicas categorías con estatus profesional en España, ambas bajo el amparo de la Liga Nacional de Fútbol Profesional, mientras que el resto de divisiones dependen de la RFEF y de las federaciones autonómicas. La Liga Española es considerada una de las cinco grandes ligas europeas, junto con la Premier League inglesa, la Serie A italiana, la Bundesliga alemana y la Ligue 1 francesa, y ocupa el segundo puesto del coeficiente UEFA. En 2023, fue considerada como la tercera mejor liga del mundo según el ranking anual oficial de la Federación Internacional de Historia y Estadística de Fútbol (IFFHS), cuyo primer puesto ocupó consecutivamente de 2010 a 2018. Es también el segundo campeonato nacional con más títulos en competiciones internacionales oficiales a nivel mundial y el primero de Europa, al sumar entre sus nueve clubes con palmarés internacional (Real Madrid, Atlético de Madrid, Barcelona, Valencia, Sevilla, Zaragoza, Málaga, Villarreal y Celta de Vigo) un total de 87 títulos: 4Copas Intercontinentales, 1 Copa Intercontinental de la FIFA, 8 Mundiales de Clubes, 1 Copa Iberoamericana, 20 Copas de Europa o Ligas de Campeones, 14 Copas de la UEFA o Liga Europa, 17 Supercopas de Europa, 7 Recopas de Europa, 5 Copas Intertoto, 6Copas de Ferias y 4 Copas Latinas.
A lo largo de su historia, solo nueve clubes han sido campeones de Primera División. El más laureado, con 36 títulos, es el Real Madrid, seguido del Barcelona (28), el Atlético de Madrid (11), el Athletic (8), el Valencia (6), la Real Sociedad (2), y el Betis, el Sevilla y el Deportivo de La Coruña con un solo título. El récord de goles en una misma temporada lo tiene el Real Madrid con 121, cifra alcanzada en la 2011-12, y el récord de puntos es 100, logrados por Real Madrid también en dicha campaña 2011-12 y por el Barcelona la siguiente 2012-13. LaLiga es también la segunda liga de fútbol y la sexta liga deportiva profesional más rica por ingresos, después de la National Football League, las Grandes Ligas de Béisbol, la National Basketball Association, la Premier League de Inglaterra y la National Hockey League.

## Historia

### Antecedentes y fundación
Desde principios del siglo XX, debido a la creciente popularidad de la práctica del fútbol, comenzaron a surgir en España los primeros campeonatos regionales, como la Copa Macaya en Cataluña en 1901, y nacionales, como la Copa de la Coronación en 1902. El éxito de este último torneo supuso la creación al año siguiente del Campeonato de España (posteriormente conocido como Copa del Rey) y de diversos Campeonatos Regionales en todo el territorio nacional. De esta manera, se instauró un sistema que perduró un cuarto de siglo, conforme al cual los campeones regionales se clasificaban para disputar el torneo nacional. Esta es la razón por la que incluso a día de hoy a los campeones de Copa del Rey (y no a los de Liga) se les denomina "campeones de España". Sin embargo, con el asentamiento del profesionalismo en el fútbol español, se consideró oportuno crear un campeonato de liga a semejanza del ya existente en Inglaterra, tanto por razones competitivas como de rentabilidad económica. Una primera experiencia, en la temporada 1927-28, no llegó a fructificar debido a las discrepancias entre las federaciones regionales y los clubes, divididos entre los denominados «maximalistas» (aquellos que habían sido campeones nacionales) y los «minimalistas» (aquellos que habían sido solo campeones regionales). Poco después, se intercambiaron los apodos, por entender que los primeros querían una liga mínima (con pocos participantes) y los segundos, una liga máxima (con el mayor número de equipos). Así pues, la que debía ser la primera Liga Española de Foot-Ball profesional se desdobló en dos competiciones inacabadas: el Torneo de Campeones y la Liga Máxima, sin poder resolverse las rencillas hasta la temporada siguiente.
Tras numerosas reuniones, se llegó finalmente a un acuerdo para establecer el primer torneo regular y quedó dividido en dos categorías: el Campeonato Nacional de Liga de Primera División y el de Segunda División. Para determinar qué equipos formarían parte de la primera edición de la máxima categoría se decidió invitar a los seis campeones del entonces denominado Campeonato de España (el Athletic Club, el Arenas de Guecho, el Real Madrid, la Real Sociedad como sucesora del Ciclista F. C., el F. C. Barcelona y el Real Unión) y a tres de los seis equipos que habían logrado el subcampeonato como máximo logro (el Athletic Club de Madrid, el Español y el Europa). Dos de los otros tres subcampeones que por entonces había tenido el Campeonato de España (los madrileños Español y Gimnástica Española) ya habían desaparecido y el tercero (España de Barcelona) atravesaba una crítica situación que supuso su absorción precisamente por el Europa apenas tres años más tarde. Así las cosas, entre campeones y subcampeones del Campeonato de España, los participantes de la nueva Primera División sumaban un número impar, que habría de ser completado con uno de los clubes que hubieran sido campeones regionales sin haber alcanzado la final nacional. El décimo equipo que completó el calendario fue el Real Santander Racing, que venció en un torneo clasificatorio previo creado al efecto, mientras que los demás campeones regionales (Sevilla, Iberia, Alavés, Betis, Celta, Deportivo, Valencia, Real Oviedo y Sporting de Gijón) quedaron relegados a ser fundadores de la Segunda División. Se estableció también un sistema de promoción para determinar qué equipos ascendían o descendían de categoría, quedando vigente desde entonces. El Real Santander R. C. le ganó la permanencia al Sevilla F. C., vencedor de la Segunda División.

### Fundación y consolidación de la Primera División española (1928–1952)
En abril de 1928, José María Acha, director del Arenas de Getxo, fue el primero en proponer la idea de crear una liga nacional en España. Tras un largo debate sobre el tamaño de la liga y los participantes, la Real Federación Española de Fútbol finalmente se puso de acuerdo sobre los diez equipos que formarían la Primera División en 1929. El Arenas, el F. C. Barcelona, el Real Madrid, el Athletic de Bilbao, la Real Sociedad y el Real Unión fueron seleccionados como ganadores anteriores de la Copa del Rey. El Atlético de Madrid, el Espanyol y el Europa se clasificaron como subcampeones de la Copa del Rey y el Racing de Santander se clasificó a través de una competición eliminatoria. Solo tres de los clubes fundadores (Real Madrid, Barcelona y Athletic de Bilbao) nunca descendieron de la Primera División.

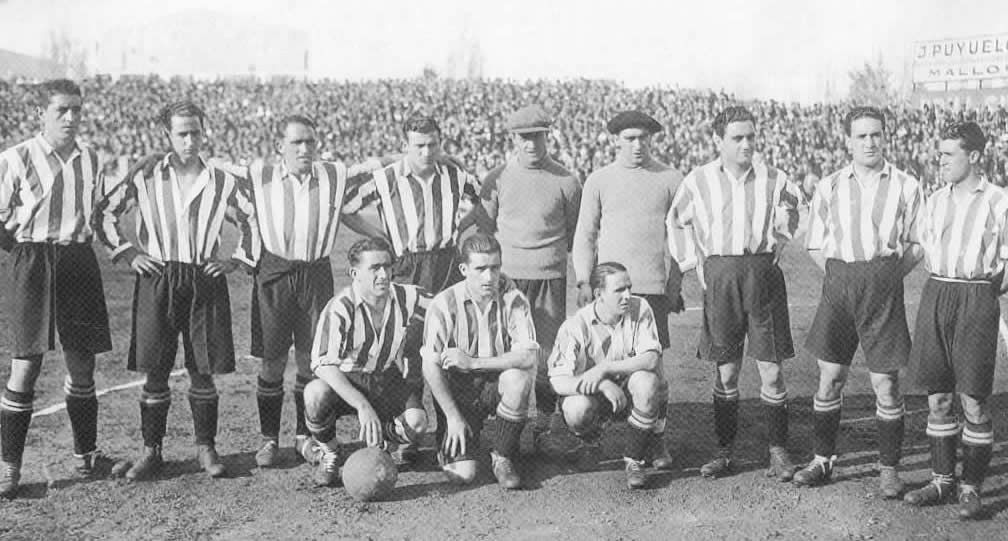
El Athletic Club dominó la competición en la década de 1930 al ganar cuatro campeonatos de liga en seis años.

El F. C. Barcelona se proclamó vencedor de la primera edición de liga y el Madrid C. F. inauguró su palmarés ganando dos veces consecutivas el torneo en 1932 y 1933. Sin embargo, el gran dominador del campeonato en la década de 1930 fue el Athletic Club de la primera delantera histórica (formada por Lafuente, José Iraragorri, Bata, Chirri II y Guillermo Gorostiza) que conquistó el título en cuatro ocasiones: 1930, 1931, 1934 y 1936, además logró la máxima goleada de la historia de la competición tras endosarle un 12-1 al Barcelona. Aparte del conjunto madrileño, solo el Betis Balompié logró romper la hegemonía de los vascos en 1935.
En 1937, los equipos de la zona republicana de España, con la notable excepción de los dos clubes madrileños, compitieron en la Liga Mediterránea y el Barcelona salió campeón. Setenta años después, el 28 de septiembre de 2007, el Barcelona solicitó a la Real Federación Española de Fútbol (RFEF) el reconocimiento de ese título como título de Liga. Esta acción se tomó después de que la RFEF pidiera el reconocimiento de la Copa de la España Libre ganada por el Levante como equivalente al trofeo de la Copa del Rey. Sin embargo, el organismo rector del fútbol español aún no ha tomado una decisión definitiva.
La competición fue suspendida tras estallar la guerra civil española en 1936 y se reanudó al terminar ésta con los mismos equipos que estaban presentes antes de la interrupción. Tras el parón por el conflicto armado se reanudaron las competiciones deportivas en el país, y así lo hizo el campeonato de liga. Cabe señalar que en diciembre de 1940 la Real Federación Española de Fútbol emitió una circular en la que ordenaba a los clubes la eliminación de todo extranjerismo antes del 1 de febrero de 1941, esto obligó a algunos equipos a españolizar su nombre original.

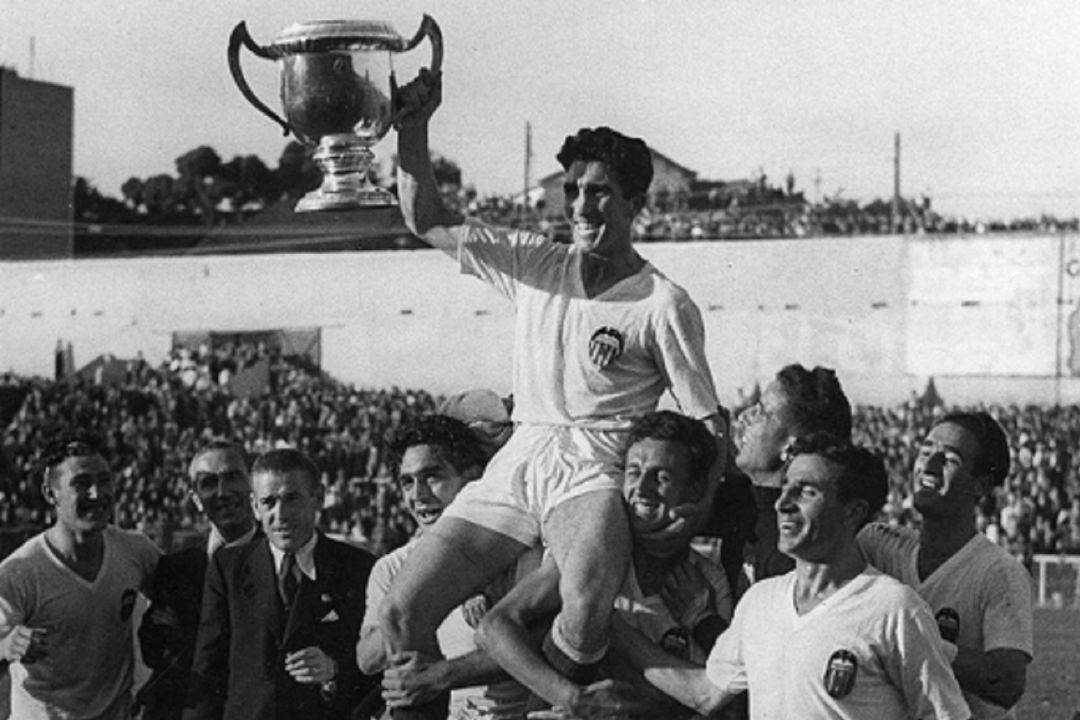
El Valencia C. F. fue uno de los clubes destacados en los años 1940 al ganar tres ligas y dos copas gracias a su famosa Delantera Eléctrica, formada por Epi, Amadeo, Mundo, Asensi y Gorostiza.

Cuando la Primera División se reanudó después de la guerra civil española, fueron el Atlético Aviación (hoy Atlético de Madrid), el Valencia y el Barcelona los que emergieron como los clubes más fuertes. El Atlético solo obtuvo un lugar durante la temporada 1939-40 como reemplazo del Real Oviedo, cuyo campo había sido dañado durante la guerra. Posteriormente, el club ganó su primer título de Liga y lo retuvo en 1941. Mientras que otros clubes perdieron jugadores por exilio, ejecución y como víctimas de la guerra, el equipo del Atlético se reforzó con una fusión. El Valencia de antes de la guerra también se había mantenido intacto y en los años de posguerra maduró hasta convertirse en campeón, consiguiendo tres títulos de Liga en 1942, 1944 y 1947. También fue subcampeón en 1948 y 1949.

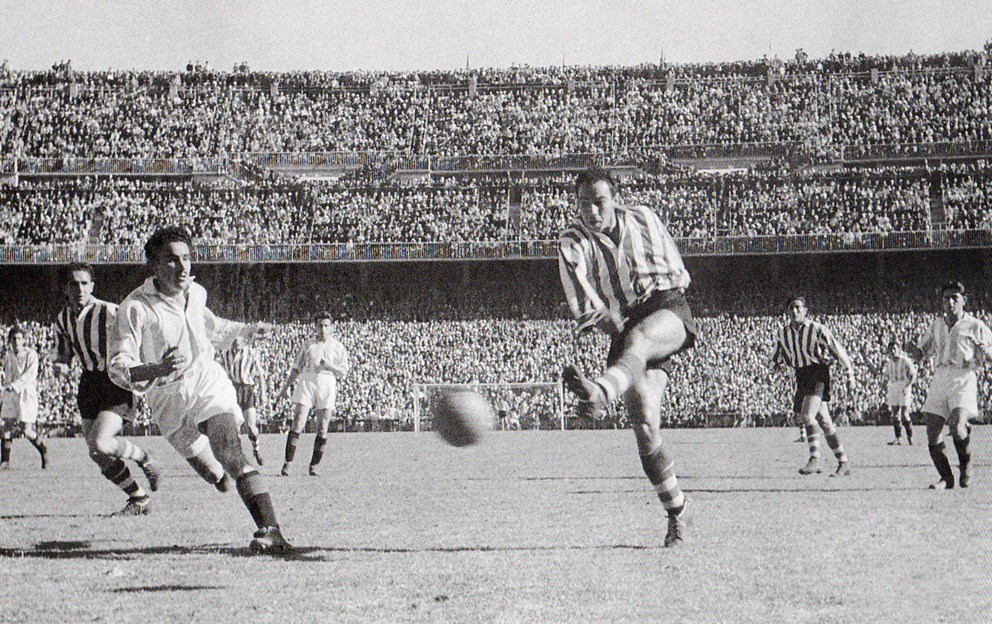
Telmo Zarra es, desde 1950, el máximo goleador español del campeonato de liga con 251 goles en 278 partidos.

El Atlético-Aviación y el Valencia ingresaron en el palmarés de campeones antes de que el Atlético de Bilbao de la segunda delantera histórica, liderada por Telmo Zarra, lograse el doblete de Liga y Copa en 1943 y dominara el palmarés histórico en ambas competiciones. El Sevilla ingresó también en el grupo de campeones al conquistar la edición de 1945-46. No obstante, muchos otros equipos acusaron el período de la posguerra, entre ellos destacan los casos del Real Madrid y el Barcelona, quienes estuvieron a punto de descender; los madrileños evitaron la fase de permanencia y los catalanes la disputaron y vencieron para confirmar su permanencia.
Fue precisamente el club madrileño quien introdujo los dorsales en el fútbol español, circunstancia adoptada en Inglaterra tiempo atrás, al estrenarlos a comienzos de la temporada 1947-48 en un partido frente al Atlético de Madrid en el Estadio Metropolitano; a partir del curso 1948-49 todos los equipos utilizaron dorsales en sus uniformes.
| Resultados de los cinco campeones durante los años de posguerra                 | Resultados de los cinco campeones durante los años de posguerra | Resultados de los cinco campeones durante los años de posguerra | Resultados de los cinco campeones durante los años de posguerra | Resultados de los cinco campeones durante los años de posguerra | Resultados de los cinco campeones durante los años de posguerra |
| Estación                                                                        | ATM                                                             | BAR                                                             | ATH                                                             | SEV                                                             | VAL                                                             |
| ------------------------------------------------------------------------------- | --------------------------------------------------------------- | --------------------------------------------------------------- | --------------------------------------------------------------- | --------------------------------------------------------------- | --------------------------------------------------------------- |
| 1939–40                                                                         | 1                                                               | 9                                                               | 3                                                               | 2                                                               | 8                                                               |
| 1940–41                                                                         | 1                                                               | 4                                                               | 2                                                               | 5                                                               | 3                                                               |
| 1941–42                                                                         | 3                                                               | 12                                                              | 7                                                               | 6                                                               | 1                                                               |
| 1942–43                                                                         | 8                                                               | 3                                                               | 1                                                               | 2                                                               | 7                                                               |
| 1943–44                                                                         | 2                                                               | 6                                                               | 10                                                              | 3                                                               | 1                                                               |
| 1944–45                                                                         | 3                                                               | 1                                                               | 6                                                               | 10                                                              | 5                                                               |
| 1945–46                                                                         | 7                                                               | 2                                                               | 3                                                               | 1                                                               | 6                                                               |
| 1946–47                                                                         | 3                                                               | 4                                                               | 2                                                               | 6                                                               | 1                                                               |
| 1947–48                                                                         | 3                                                               | 1                                                               | 6                                                               | 5                                                               | 2                                                               |
| 1948–49                                                                         | 4                                                               | 1                                                               | 6                                                               | 8                                                               | 2                                                               |
| 1949–50                                                                         | 1                                                               | 5                                                               | 6                                                               | 10                                                              | 3                                                               |
| TOTAL                                                                           | 3                                                               | 3                                                               | 1                                                               | 1                                                               | 3                                                               |
| Los tres primeros                                                               | 8                                                               | 5                                                               | 5                                                               | 4                                                               | 7                                                               |
| Campeones de la Liga Copa del Generalísimo Doblete LaLiga/Copa del Generalísimo |                                                                 |                                                                 |                                                                 |                                                                 |                                                                 |

### El auge de los extranjeros y el dominio del Real Madrid (1953-1976)
Hasta entonces, se registraron siete campeones diferentes en quince temporadas, dando vista de la igualdad del campeonato. Sin embargo, a partir de la temporada 1953-54 empezó a notarse un claro dominio del Real Madrid, merced sobre todo a la llegada al club del jugador extranjero Alfredo Di Stéfano.

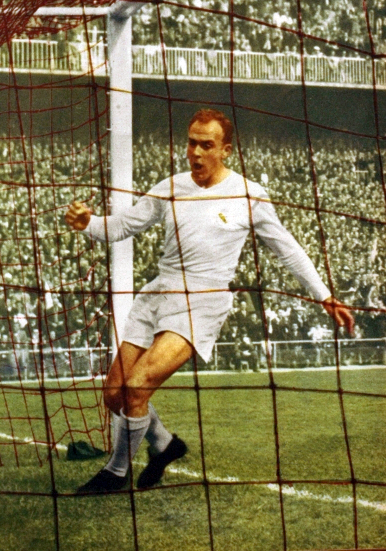
El argentino naturalizado Alfredo Di Stéfano formó parte de un Real Madrid dominante en la década de los años 1950. Autor de 227 goles en 329 encuentros.

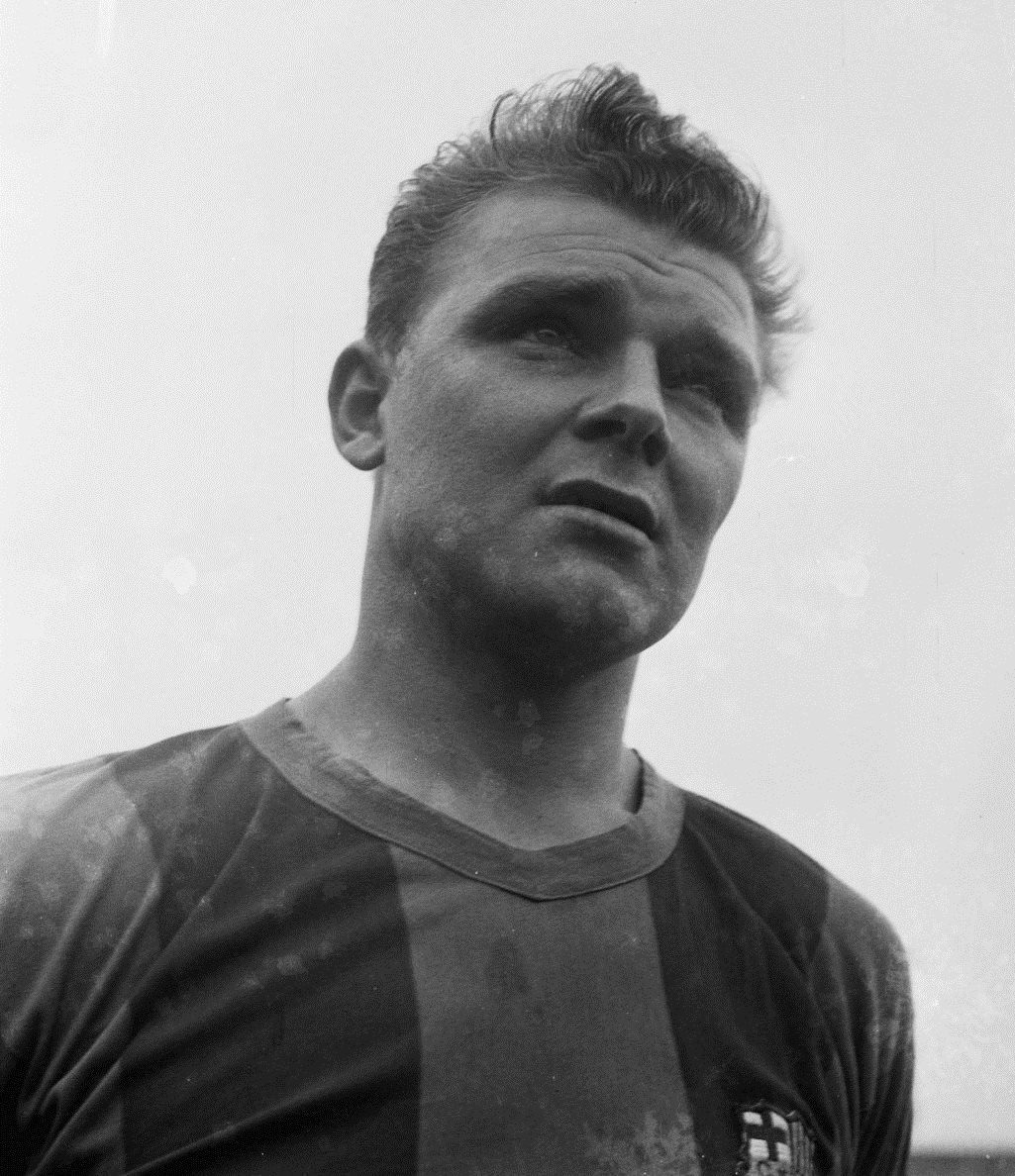
László Kubala, del FC Barcelona, uno de los mejores extranjeros del campeonato, en el cual anotó 138 goles en 215 partidos.

La inclusión de jugadores extranjeros fue desde sus orígenes un tema controvertido. En la primera edición del campeonato se acordó que solo los jugadores foráneos que fuesen profesionales y que estuviesen jugando un mínimo de dos años en España podían jugar el campeonato. Por eso, muy pocos, no más de tres o cuatro, pudieron disputar esta primera liga. Fueron asentándose poco a poco hasta que ya en el año 1940 el fútbol, al igual que el resto de la sociedad, sufrió lo que fue denominado como una "españolización". La victoria del bando nacional sobre el republicano trajo varios cambios en la vida del país. El fútbol, de origen y terminología inglesa se vio afectado por la Orden del 16 de mayo de 1940, que instaba a la prohibición de redactar rótulos, muestras, anuncios, proclamas o el empleo de vocablos genéricos extranjeros o en otro idioma que no fuera el castellano. Informadas las federaciones y los registros civiles, dejaron de utilizarse términos como foot-ball, equipiers, off-side o goal mientras que se asentaron otros como balompié, fútbol, club o defensa, por citar algunos. Las denominaciones de los clubes, reseñas más patentes, fueron las más afectadas al ser extranjerismos y en especial anglicismos. Los tintes políticos del régimen en el fútbol concedieron cierta libertad a algunos clubes buscando un mayor reconocimiento internacional con el paso de los años. Así en Galicia y en el País Vasco se recuperaron algunas denominaciones históricas hasta que finalmente en 1972 se permitió la liberalización de términos; muchos recuperaron su antigua denominación, aunque mantuvieron la actual muchos otros.
A comienzos de los años 1950 prosperó una negativa a la incorporación por parte de los clubes de jugadores extranjeros, circunstancia permitida desde que lo aprobó la Federación Española en 1947. Si bien es cierto que con anterioridad hubo jugadores extranjeros, cabe resaltar que fue anterior a la profesionalización del fútbol español y del establecimiento del campeonato de liga. Tras él fueron pocos los incorporados, apenas un 4 % del total de jugadores, y estaban siempre en situaciones revisadas. Sin embargo, tras una prohibición de la Delegación Nacional de Deportes se iniciaron las movilizaciones para revertir la situación. Las federaciones regionales, como representantes de los clubes de Primera División, instaban de nuevo a la importación de jugadores extranjeros. Secundados por la Real Federación Española, se creía que dichos personajes convenían al crecimiento y prestigio del fútbol español. Sin embargo, la idea contaba con detractores como el Athletic Club, el Sevilla, el Osasuna, la Real Sociedad y los representantes de la Federación Guipuzcoana y de la Federación Navarra, por creer que repercutiría negativamente en el producto nacional y en las canteras y favorecería a la Copa de Europa, competición aún discutida por algunos clubes, pero en la que otras federaciones internacionales y la UEFA sí permitían que sus clubes contratasen jugadores extranjeros para su disputa.
A continuación se detallan algunas de las posturas de los clubes al respecto de volver a incorporar jugadores foráneos:

“La F. I. F. A, eliminó al Comité organizador de la Copa de Europa y este torneo tomó después una importancia aterradora. Un jugador extranjero importado por el Real Madrid fue cedido en un año para veintitantos partidos benéficos. Lo más importante es quitar al fútbol ese carácter de rabioso regionalismo que convierte los partidos en batallas. Más deportividad y menos partidismo”.
Santiago Bernabéu. Presidente del Real Madrid Club de Fútbol.

“Somos partidarios de la importación de jugadores extranjeros. Pero no sólo internacionales consagrados, sino jóvenes promesas. Así trabajará la vista de los clubes y no sólo podrán hacer buenas adquisiciones los poderosos, sino también los menos fuertes económicamente a condición de buena información y buen sentido”.
Francesc Miró-Sans. Presidente del Club de Fútbol Barcelona.

“Se acaba de caer en una grave equivocación que hará mucho daño al fútbol al acelerar su conversión en simple espectáculo. Nosotros somos un equipo rabiosamente español y defendemos las esencias del deporte de España”.
Enrique Guzmán. Presidente del Atlético de Bilbao.

“Es un error sobrevalorar la importancia de un torneo como la Copa de Europa, que no tiene homologación oficial y en rigor es un ensayo. Lo importante es desarrollar el auténtico deporte nacional, fortalecer la selección, que hace tiempo no es capaz de darnos victorias, y no acentuar el desnivel económico y deportivo entre los tres o cuatro grandes clubes y los demás. Con la reapertura de la importación, todo esto se agravará”.
Ramón Sánchez Pizjuán. Presidente del Sevilla Club de Fútbol.

Así pues, con relativa mayoría presentó la Federación Española un recurso al acuerdo formulado por la Delegación Nacional de Deportes para reconsiderar su disposición del 22 de agosto de 1953, suscrita por el general Moscardó, que prohibía la contratación de jugadores extranjeros. Se dispuso finalmente que cada club pudiera contratar a dos jugadores, de los cuales forzosamente al menos uno debía de ser hispanoamericano o filipino, y siempre y cuando no compitiesen en el Campeonato de España de Copa. Cabe señalar que otro de los detonantes principales de dicha prohibición fue la del «caso Di Stéfano» tras un litigio por su fichaje entre el Real Madrid y el Barcelona. La resolución, a instancias de las federaciones y debido a que la prohibición no produjo notables mejoras en la selección española, establecía además unos límites y cánones de pago en función del aforo del propio estadio para no distorsionar en demasía el fútbol nacional ni perjudicar a clubes menores.
Posteriormente se estableció que solo podían competir los llamados oriundos, o sea, extranjeros que se nacionalizaban o que acreditaban tener antecedentes familiares españoles. La llamada normativa de los oriundos fue, sin embargo, objeto de muchas polémicas y origen de corruptelas. Por ello, se abolió finalmente en 1974 y se autorizó la participación de dos extranjeros por club, y posteriormente se amplió en los años noventa.
Desde entonces hubo un auge en la contratación, que se acrecentó décadas después por el «caso Bosman» de libre traspaso de jugadores entre Estados miembros de la Unión Europea y sin restricción de número de foráneos en los clubes, hasta que fue restringido a un máximo de tres posteriormente. Así con todo, desde la instauración del campeonato más de 3500 jugadores han particpado en la competición. A fecha de 2016, el Atlético de Madrid era el que más foráneos ha contratado a lo largo de su historia, con 182 (un 30 % del total de sus futbolistas históricos). En contraposición, el Athletic Club, curiosamente club del que proceden los madrileños y quien antes de la fundación del campeonato de Liga llegó a sumar medio centenar de extranjeros (especialmente ingleses), solo ha contado con siete extranjeros desde que instauró su “filosofía”. Argentina, Brasil y Uruguay son las nacionalidades más representadas por detrás de España.

### Reestructuración y auge de la Liga (1977-2000)
Pese a que el fútbol español estaba profesionalizado desde el nacimiento de la competición, no fue hasta la temporada 1984-85 cuando la Primera División Española entró en una nueva reestructuración. La RFEF, que hasta entonces se encargaba de la organización del torneo, cedió sus competencias a la recientemente creada a efecto Liga Nacional de Fútbol Profesional, organismo independiente, por iniciativa de los propios clubes tras desavenencias con la federación nacional en cuanto a la gestión de la profesionalización y el reparto económico de los beneficios del campeonato. Desde entonces la competición pasó a ser conocida como La Liga, otrora Campeonato Nacional de Liga y denominación relegada a un segundo plano. Pese a ello, el organismo forma parte de la RFEF aunque con autonomía jurídica y está conformado por todos los clubes de Primera y Segunda División, las consideradas ligas profesionales de España.
Dos temporadas después se probó para intentar aumentar la competitividad (sin éxito, ya que se alargó hasta el mes de junio y no logró los objetivos pretendidos) una de las reformas más significativas de su historia: el sistema de play-off para dilucidar el campeón y los descensos, vigente en algunos campeonatos europeos. Una vez acabada la denominada liga regular de las correspondientes 34 jornadas, se dividió a los entonces 18 clubes participantes en tres grupos de seis equipos para las resoluciones finales en diez jornadas más. Por este motivo esa campaña fue la más larga de la historia, con 44 jornadas. Un único equipo descendió y ascendieron tres, por lo que el año siguiente comenzó un campeonato de 20 equipos, formato que se amplió a 22 brevemente por dos años por temas extradeportivos.
En el verano de 1995 LaLiga decidió excluir de sus competiciones para la temporada 1995-96 al Celta de Vigo y al Sevilla y relegarlos de manera administrativa a la Segunda División "B" por distintos defectos en la documentación de su inscripción, al día siguiente de cumplirse el plazo para su entrega. Simultáneamente, el Valladolid y el Albacete, dos equipos descendidos a Segunda División a la conclusión del campeonato anterior, fueron invitados a ocupar las plazas de gallegos y sevillistas y formalizaron su inscripción.
Los dos clubes afectados presentaron sendos recursos amparándose en la Ley General de la Administración y del Procedimiento Administrativo Común por considerar que la Liga Nacional de Fútbol Profesional había vulnerado el derecho de ambas entidades a subsanar, una vez notificadas, las deficiencias documentales de un expediente entregado en plazo. Por su parte, vallisoletanos y albaceteños también presentaron sus alegaciones al Consejo Superior de Deportes (CSD) al considerar inaplicable la Ley de Procedimiento Administrativo por tratarse la Liga Nacional de Fútbol Profesional y la RFEF de entidades privadas, demandando así que se reconociese su categoría una vez aceptada la invitación recibida y formalizada la inscripción conforme les había sido requerida.
Paralelamente, y como medida de presión, hubo importantes movilizaciones por parte de los hinchas de los clubes implicados e, incluso, desde el CSD se denunciaron presiones políticas.
Inhibidos el CSD y la Real Federación Española, la decisión final quedó a criterio del pleno de la Asamblea de la Liga Nacional de Fútbol Profesional, que se reunió en una sesión televisada en directo. Mantener la exclusión del Celta de Vigo y del Sevilla significaba el riesgo de una paralización judicial de las competiciones y la amenaza cierta de indemnizaciones millonarias a clubes implicados, patrocinadores y socios comerciales (televisión); riesgos similares se vislumbraban si los excluidos fueran el Valladolid y el Albacete, quienes, complementando los trámites tras la invitación recibida, argumentaban haber adquirido el derecho a participar en la máxima categoría. Tras la cruda intervención del presidente del Compostela, José María Caneda, que sacó a relucir la dudosa gestión del organismo, se logró por aclamación la conformidad de la Asamblea con una solución de compromiso que consistió en incrementar en dos el número de equipos participantes en el torneo liguero, prolongándose hasta las 42 jornadas durante las dos temporadas siguientes. La solución implicaba modificar el número de ascensos y descensos a partir de la temporada 1996-97, en la que descendieron cuatro equipos, ascendieron tan solo dos, y el tercer clasificado de Segunda jugó contra el quinto peor de Primera la promoción; también se indemnizó económicamente al cuarto clasificado de Segunda por privarle de la posibilidad de disputar el ascenso. A cambio, a partir de la temporada 1999-2000 se eliminó la promoción y se incrementó en uno (de dos a tres) el número de ascensos y descensos directos entre Primera y Segunda División por temporada.
Posteriormente, en la temporada 2014-15 se produjo un caso similar con el descenso administrativo del Elche decretado por la LaLiga por impago de deudas del club ilicitano a la Agencia Estatal de la Administración Tributaria (AEAT), pero en este caso no se modificó la situación tras recurrir a la justicia: fue repescado el Éibar, que había descendido deportivamente esa misma temporada, para disputar la nueva temporada 2015-16.
Durante los años 1990 comenzó a denominarse a la competición como la «liga de las estrellas» debido al incipiente número de consagrados futbolistas que comenzaron a llegar a España, y que junto a los que ya se encontraban en el país, comenzaron a dar una gran proyección a la competición a nivel internacional. La aparición de las televisiones privadas en España y el sistema de pago por visión, gracias a las cuales los clubes aumentaron enormemente sus ingresos merced a los contratos de emisión de partidos televisados, fomentaron la expansión. Fue uno de los principales motivos que les permitió contratar a muchos de los mejores futbolistas del mundo, que durante las últimas décadas solían recalar en Inglaterra e Italia. Circunstancias sin embargo que fueron en detrimento de los jugadores españoles que vieron como cada vez llegaban más jugadores de diversas nacionalidades. Dicho suceso vio su punto más alto cuando por primera vez un club alineó en su equipo inicial a once jugadores de nacionalidad distinta, en el partido entre el Granada Club de Fútbol —el implicado— y el Real Betis Balompié, en el partido correspondiente a la jornada 23 de la temporada 2016-17. El mismo club formó también con un once sin españoles, al igual que el Atlético de Madrid en 2008, o el Sevilla Fútbol Club en 2016 por citar algunos. Para paliar dichas circunstancias, también acaecidas en otros países como Italia, la UEFA comenzó a mediados de los años 2000 a establecer una serie de normativas a cumplir para disputar las competiciones continentales y que tuvieran repercusión en los campeonatos nacionales, como la de que un equipo debe inscribir obligatoriamente a al menos cuatro jugadores formados en el país de origen del club, y que al menos dos hayan estado formados en sus respectivas categorías inferiores, incrementando posteriormente las cifras a ocho jugadores en total, y al menos cuatro de la propia cantera.
Salvando el caso, la competición comenzó a tener un gran crecimiento, hasta que llegó a posicionarse como una de las ligas referentes en el mundo.

### El auge y la internacionalización de la Liga (2001-actualidad)

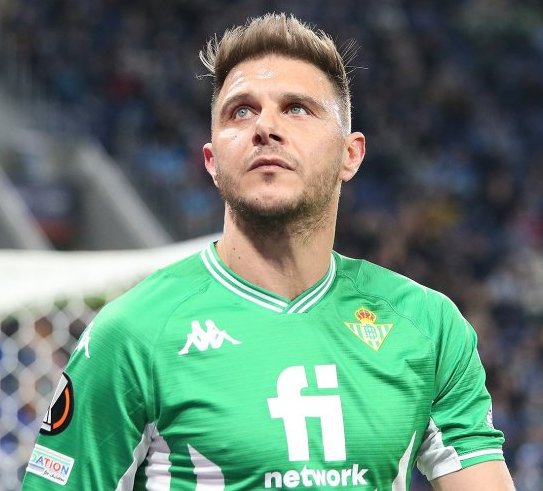
Joaquín es uno de los jugadores más emblemáticos y longevos de la Primera División de España, habiendo disputado más de 600 partidos en su carrera.

De acuerdo a la clasificación anual realizada por la Federación Internacional de Historia y Estadística de Fútbol (IFFHS), la Primera División de España finalizó el año 2015 considerada como la mejor liga de fútbol a nivel mundial, puesto que también ocupó en los años 2000, 2001, 2002, 2004, 2010, 2011, 2012, 2013 y 2014, más que ninguna otra desde que se realiza dicho ranking.
Necesitada de ingresos para mantener su proyección, firmó en la campaña 2008-09 su primer acuerdo de patrocinio a semejanza de la Premier League inglesa, referente en ese aspecto y la que mayores beneficios obtiene a nivel mundial. Debido a ello, cambió por primera vez su denominación tras un acuerdo de tres años entre la Liga Nacional de Fútbol Profesional y el Banco Bilbao Vizcaya Argentaria, adoptando el nombre de Liga BBVA —calificativo que había sido usado durante las dos temporadas anteriores por la Segunda División—. El acuerdo perduró hasta la campaña 2016-17 en la que pasó a denominarse LaLiga Santander, tras un acuerdo con el Banco Santander. Este acuerdo venció en 2023 y LaLiga llegó a un acuerdo con EA Sports de más cuantía, por lo que la Primera División se denomina La Liga EA Sports.

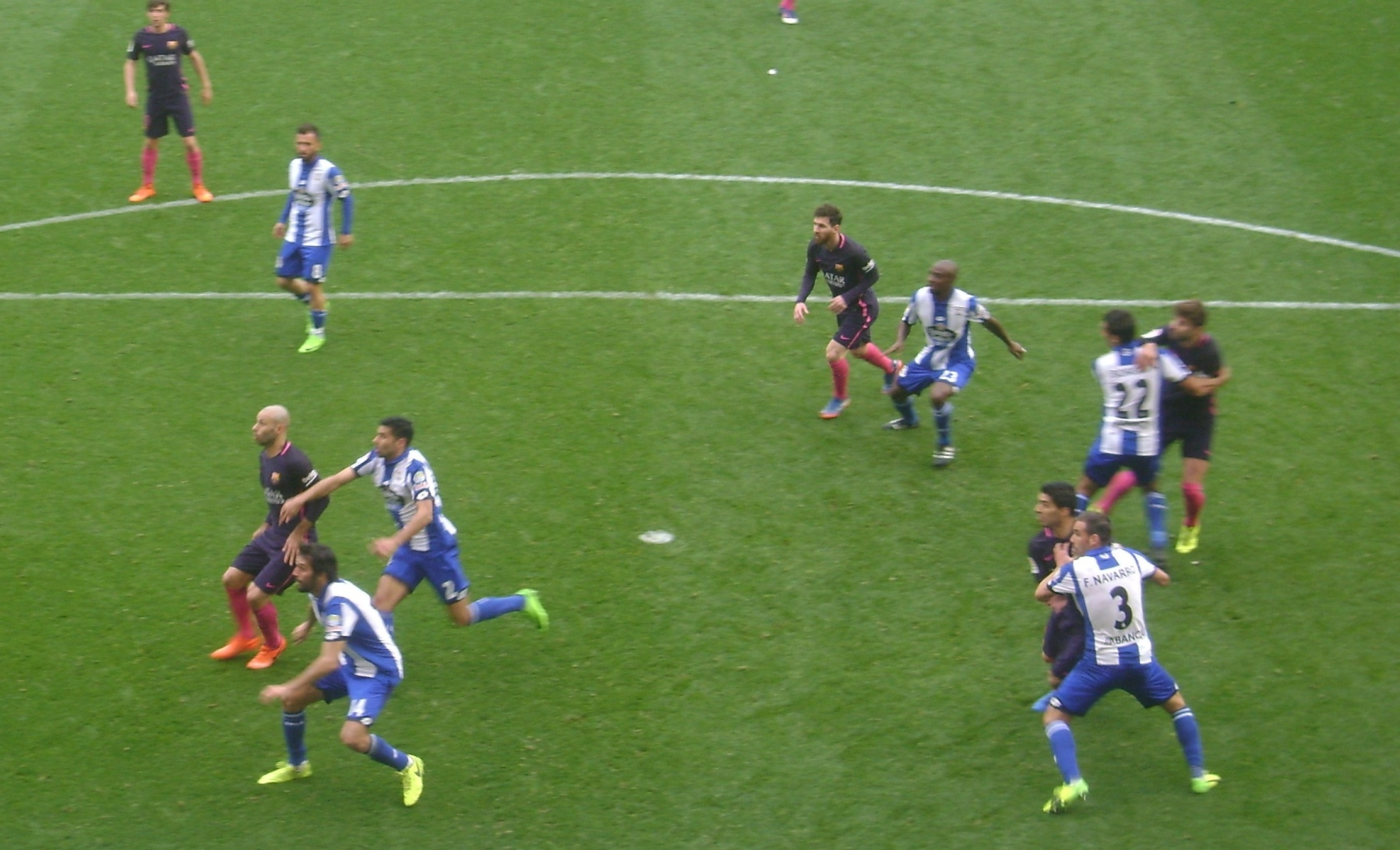
Partido de 2017 entre el Deportivo de La Coruña —campeón histórico descendido en 2018— y el FC Barcelona.

Estos acuerdos de patrocinio se han firmado bajo la presidencia de la Liga Nacional de Fútbol Profesional de Javier Tebas, quien es el encargado de negociar de manera conjunta los derechos audiovisuales de los 30 clubes de Primera y Segunda División en busca de un reparto más equitativo entre todos y salvar las ya crecientes distancias entre los equipos profesionales. El patrocinio sigue la línea del mandatario de sanear la competición y los clubes a nivel económico y social, a la vez de seguir con su expansión y crecimiento. El alto endeudamiento de los clubes llevó a la imposición de estrictas medidas de control económico y financiero, y pese a las críticas suscitadas en primera instancia sirvió para que los clubes redujeran un 25 % del total de la deuda mantenida con la Agencia Tributaria, que pasó de 647 millones de euros a 482 millones en un periodo de 12 meses. Con mayor control, se estabilizaron los repartos equitativos y se firmaron acuerdos enfocados a mercados internacionales en auge que reportasen nuevas vías de ingreso. Así se modificaron horarios y se enfocaron las difusiones hacia el extranjero, especialmente hacia Asia y América.
Mediado el campeonato 2019-20 se produjo un brote del coronavirus-2 del síndrome respiratorio agudo grave, una pandemia global vírica que llegó a Europa desde Asia. A medida que diferentes países del continente fueron registrando casos de contagio y fallecimientos, los organismos deportivos comenzaron a tomar medidas preventivas y si bien únicamente uno de los partidos programados en España fue disputado a puerta cerrada (sin público), para frenar su avance, no cesó la preocupación ni los contagios, y se dieron casos en futbolistas y directivos de diversos clubes. Ante el panorama La Liga decidió suspender la competición a la espera de nuevos acontecimientos, como ya hiciera la UEFA con la Liga de Campeones y la Liga Europa, y el CONI y la FIGC con el campeonato italiano, por citar casos de similar magnitud. Tras una mejoría después de meses de confinamiento a la población para frenar los contagios, el gobierno decretó que las competiciones pudieran retomar su actividad, y finalmente pudo concluir el 19 de julio tras la disputa de las jornadas pendientes. Fue debido a ello la liga más larga de la historia del torneo.

## Participantes
En la actualidad participan en la categoría veinte equipos aunque esta cifra ha ido variando a lo largo de la historia de la competición. En los primeros años solo participaban diez equipos, que más adelante se fueron incrementando paulatinamente hasta los actuales veinte equipos. También se alcanzó la cifra de veintidós durante las temporadas 1995-96 y 1996-97.
- 1928-1934: 10 equipos
- 1934-1936 y 1939-1941: 12 equipos
- 1941-1950: 14 equipos
- 1950-1971: 16 equipos
- 1971-1987: 18 equipos
- 1987-1995 y 1997-actualidad: 20 equipos
- 1995-1997: 22 equipos

A lo largo de la historia de la competición han participado 63 equipos diferentes, aunque solamente tres han permanecido siempre en la primera categoría desde su primera edición; son el Athletic, el Barcelona y el Real Madrid. Estos tres, además del Osasuna, son los únicos que siguen siendo entidades deportivas propiedad de sus socios en lugar de sociedades anónimas deportivas propiedad de accionistas, privilegio concedido al haber obtenido en las auditorías realizadas por encargo de LaLiga desde la temporada 1985-86 un saldo patrimonial neto positivo y de manera excepcional hasta fecha de la instauración de la Ley 10/1990 del Deporte. En el momento en que alguna de estas entidades tuviera pérdidas estará obligada por ley a convertirse en sociedad anónima deportiva.
Además de los tres equipos antes mencionados que siempre han jugado en Primera División, solo hay otros seis equipos en España que nunca hayan participado en una categoría inferior a Segunda División; por tanto, siempre han participado en el fútbol profesional. Son el Valencia, el Atlético de Madrid, el Espanyol, el Sevilla, el Sporting de Gijón y la Real Sociedad.

### Equipos según el año de su debut
| Año                 | Debutantes (1928-51)   |
| ------------------- | ---------------------- |
| 1928                |                        |
| Arenas Club         |                        |
| Athletic Club       |                        |
| F. C. Barcelona     |                        |
| Atlético de Madrid  |                        |
| R. C. D. Espanyol   |                        |
| C. D. Europa        |                        |
| Racing de Santander |                        |
| Real Madrid C. F.   |                        |
| Real Sociedad       |                        |
| Real Unión          |                        |
| 1930                | Deportivo Alavés       |
| 1931                | Valencia C. F.         |
| 1932                | Real Betis Balompié    |
| 1933                | Real Oviedo            |
| 1934                | Sevilla F. C.          |
| 1935                | Hércules C. F.         |
| 1935                | C. A. Osasuna          |
| 1939                | Celta de Vigo          |
| 1939                | Real Zaragoza          |
| 1940                | Real Murcia C. F.      |
| 1941                | Granada C.F.           |
| 1941                | Deportivo de La Coruña |
| 1941                | C. D. Castellón        |
| 1943                | C. E. Sabadell         |
| 1944                | Sporting de Gijón      |
| 1945                | C. D. Alcoyano         |
| 1947                | Gimnàstic de Tarragona |
| 1948                | Real Valladolid C. F.  |
| 1949                | C. D. Málaga           |
| 1950                | U. E. Lleida           |
| 1951                | C. A. Tetuán           |
| 1951                | U. D. Las Palmas       |

| Año  | Debutantes (1951-act.) |
| ---- | ---------------------- |
| 1953 | Real Jaén C. F.        |
| 1955 | Cultural Leonesa       |
| 1956 | C. D. Condal           |
| 1959 | Elche C. F.            |
| 1960 | R. C. D. Mallorca      |
| 1961 | C. D. Tenerife         |
| 1962 | Córdoba C. F.          |
| 1963 | Levante U. D.          |
| 1963 | Pontevedra C. F.       |
| 1971 | Burgos C. F.           |
| 1974 | U. D. Salamanca        |
| 1977 | Cádiz C. F.            |
| 1977 | Rayo Vallecano         |
| 1978 | Recreativo de Huelva   |
| 1979 | A. D. Almería          |
| 1987 | C. D. Logroñés         |
| 1990 | Real Burgos C. F.      |
| 1991 | Albacete Balompié      |
| 1994 | S. D. Compostela       |
| 1995 | C. P. Mérida           |
| 1996 | C. F. Extremadura      |
| 1998 | Villarreal C. F.       |
| 1999 | C. D. Numancia         |
| 1999 | Málaga C. F.           |
| 2004 | Getafe C. F.           |
| 2007 | U. D. Almería          |
| 2009 | Xerez C. D.            |
| 2014 | S. D. Eibar            |
| 2016 | C. D. Leganés          |
| 2017 | Girona F. C.           |
| 2018 | S. D. Huesca           |

Se muestran en cursiva los equipos desaparecidos. Para el resto de equipos se utilizan banderas y nomenclaturas vigentes.
Aparecen en negrita los equipos que militan actualmente en la primera categoría.

### Distribución geográfica
A lo largo de su historia han militado en Primera División equipos de todas las comunidades autónomas, además del Atlético de Tetuán, que jugó en la categoría cuando el norte de Marruecos era Protectorado español. Andalucía, con 12 equipos, es la comunidad autónoma que más equipos ha aportado, seguida de Cataluña, con 8.
Por provincias, Barcelona y Madrid, con cinco equipos cada una, son las que más participantes han tenido en Primera. Hay 12 provincias que no han tenido nunca equipos en la máxima categoría: Ávila, Cáceres, Ciudad Real, Cuenca, Guadalajara, Lugo, Orense, Palencia, Segovia, Teruel, Toledo y Zamora. Tampoco han participado hasta el momento en Primera División equipos de Ceuta ni de Melilla.
Por municipios, Barcelona es la ciudad que más equipos ha tenido en Primera División, un total de cuatro, seguida de Madrid, con tres, y de Almería, Burgos, Málaga, Sevilla y Valencia, con dos. Éibar, Almendralejo y Soria son los municipios con menor población de España que han tenido equipos en la máxima categoría.

### Temporada 2025-26
| Equipos de la temporada 2025-26 |       |                   |       |
| Club                            | Temp. | Club              | Temp. |
| Deportivo Alavés                | 19    | Levante U. D.     | 17    |
| Athletic Club                   | 95    | R. C. D. Mallorca | 33    |
| Atlético de Madrid              | 89    | C. A. Osasuna     | 44    |
| F. C. Barcelona                 | 95    | Real Oviedo       | 39    |
| R. Betis                        | 60    | Rayo Vallecano    | 23    |
| R. C. Celta de Vigo             | 60    | Real Madrid C. F. | 95    |
| Elche C. F.                     | 25    | Real Sociedad     | 79    |
| R. C. D. Espanyol               | 89    | Sevilla F. C.     | 82    |
| Getafe C. F.                    | 21    | Valencia C. F.    | 91    |
| Girona F. C.                    | 6     | Villareal C. F.   | 26    |

Entre los participantes, el Girona Fútbol Club y el Club Deportivo Leganés son los equipos más noveles del campeonato al disputar su quinta temporada en la máxima categoría, en contraposición con el Athletic Club, el Fútbol Club Barcelona y el Real Madrid Club de Fútbol, quienes han disputado todas las ediciones del campeonato.
El campo de juego más antiguo de España en la competición es el Estadio de Mestalla, con orígenes en el año 1923 y utilizado por el Valencia C. F., superando por apenas un mes al Estadio de la Cerámica del Villarreal Club de Fútbol. Por otro lado, el Estadio Riyadh Air Metropolitano del Atlético de Madrid, y el Estadio de San Mamés del Athletic Club son los más novedosos recintos de la competición. Este último sustituyó al anterior estadio homónimo, que fuera el único que acogió todas las ediciones de la Primera División hasta su derribo en 2013, momento en el que el campo valencianista se convirtió en el que más ediciones de la competición ha acogido con 90.

## Participación en Europa
El Campeonato Nacional de Liga de Primera División de España, abreviado como LaLiga, ocupa el segundo lugar en la clasificación de las ligas europeas de la UEFA —basado en el desempeño de sus clubes en competiciones europeas de los últimos cinco años—, por detrás de la Premier League de Inglaterra, y por delante de la Serie A de Italia, la Bundesliga de Alemania y la Ligue 1 de Francia.
Los cinco clubes más destacados en la historia de las competiciones europeas son, por orden alfabético, Atlético de Madrid, Barcelona, Real Madrid, Sevilla y Valencia; son los únicos clubes españoles que han ganado cinco o más trofeos internacionales sobre un total de nueve que alguna vez lograron un título. Son asimismo los que más participaciones suman en la Liga de Campeones de la UEFA —otrora Copa de Europa—, la máxima competición a nivel continental de la cual son la federación más laureada con 20 títulos, cinco por encima de los logrados por los conjuntos ingleses. Completan el palmarés internacional 14 títulos de Liga Europa —otrora Copa de la UEFA—, 17 Supercopas de Europa, 13 Campeonatos del Mundo —bajo sus torneos de Copa Intercontinental (extinta), Copa Intercontinental de la FIFA y Mundial de Clubes—, 7 Recopas de Europa —extinta desde 1999— y 5 Copas Intertoto. Un total de 76 títulos UEFA-FIFA.
Pese a dominar los palmareses de las distintas competiciones, no fue hasta la temporada 2005-06 cuando la federación española logró tener a dos clubes como vigentes campeones de las dos principales competiciones, fecha en la que el F. C. Barcelona ganó la Liga de Campeones y el Sevilla F. C. ganó la Copa de la UEFA. España se sumó así a Alemania, Inglaterra e Italia como las únicas federaciones en lograrlo. Dicha hazaña se repitió en 2014 (Real Madrid C. F. y Sevilla F. C.), 2015 (F. C. Barcelona y Sevilla F. C.), 2016 (Real Madrid C. F. y Sevilla F. C.) y 2018 (Real Madrid C. F. y Atlético de Madrid). Conviene destacar que en la temporada 1989-90 Italia logró tener tres campeones vigentes (antes de la desaparición de la Recopa, y por tanto ya hazaña no igualable) con los títulos de Milan Associazione Calcio, Unione Calcio Sampdoria y Juventus Football Club. El 25 de agosto de 2015, LaLiga se convirtió en el primer campeonato en clasificar a cinco equipos distintos para una misma fase de grupos de la Liga de Campeones.
El último vencedor de un torneo internacional fue el Real Madrid Club de Fútbol con la conquista de la Copa Intercontinental de la FIFA, en su primera edición de 2024, al vencer al Pachuca en el tiempo reglamentario por 3-0.

## Sistema de competición
La Primera División de España es un torneo organizado y regulado (conjuntamente con la Segunda División) por la Liga Nacional de Fútbol Profesional, cuyos miembros son los propios clubes participantes.
La competición se disputa anualmente. Suele empezar a finales del mes de agosto o principios de septiembre y terminar en el mes de mayo o junio del siguiente año.
La Primera División consta de un grupo único integrado por veinte equipos, pertenecientes a clubes de fútbol o sociedades anónimas deportivas (SAD). Siguiendo un sistema de liga, los veinte equipos se enfrentan todos contra todos en dos ocasiones, una en campo propio y otra en campo contrario, sumando un total de 38 jornadas. El orden de los encuentros se decide por sorteo antes de empezar la competición.
La clasificación final se establece con arreglo a los puntos totales obtenidos por cada equipo al finalizar el campeonato. Los equipos obtienen tres puntos por cada partido ganado, un punto por cada empate y ningún punto por los partidos perdidos. Si al finalizar el campeonato dos equipos igualan a puntos, los mecanismos para desempatar la clasificación son los siguientes:
1. El que tenga una mayor diferencia entre goles a favor y en contra según el resultado de los partidos jugados entre ellos.
2. El que tenga la mayor diferencia de goles a favor teniendo en cuenta todos los obtenidos y recibidos en el transcurso de la competición.
3. El club que haya marcado más goles.

Si el empate a puntos es entre tres o más clubes, los sucesivos mecanismos de desempate son los siguientes:
1. La mejor puntuación de la que a cada uno corresponda a tenor de los resultados de los partidos jugados entre sí por los clubes implicados.
2. La mayor diferencia de goles a favor y en contra, considerando únicamente los partidos jugados entre sí por los clubes implicados.
3. La mayor diferencia de goles a favor y en contra teniendo en cuenta todos los encuentros del campeonato.
4. El mayor número de goles a favor teniendo en cuenta todos los encuentros del campeonato.
5. El club mejor clasificado con arreglo a los baremos de juego limpio.

El equipo que más puntos sume al final del campeonato será proclamado campeón de Liga y obtendrá el derecho automático a participar en la fase de grupos de la siguiente edición de la Liga de Campeones de la UEFA, junto con el subcampeón, el tercer y el cuarto clasificado. El quinto clasificado obtendrá el derecho a participar en la ronda de play-off de la próxima Liga Europa de la UEFA y, el sexto, en la tercera eliminatoria de la misma. Si en la Copa del Rey el campeón está entre los seis mejores clasificados, el séptimo clasificado obtendrá el derecho a jugar la tercera ronda previa de la siguiente edición de la Liga Europa. Además, el campeón y el subcampeón disputan la Supercopa de España, enfrentándose a los finalistas de la Copa del Rey de esa misma temporada.
Los tres últimos equipos descenderán a la Segunda División y, de esta, ascenderán recíprocamente los dos primeros clasificados y un tercero vencedor de un sistema de eliminatorias, reemplazando así a los equipos que desciendan. El tercer ascenso desde Segunda División determinado por el sistema de eliminatorias será el vencedor de una final compuesta entre el ganador de la eliminatoria entre el tercer y sexto mejor clasificados, y el ganador de la eliminatoria entre el cuarto y quinto mejor clasificados. Las eliminatorias se jugarán en la ida en el campo del peor clasificado en la competición regular. Este sistema fue introducido en la temporada 2010-11, mientras que anteriormente ascendía directamente el tercer mejor clasificado.
Hasta la temporada 1998-99, los dos últimos clasificados descendían directamente, y el 17.º y el 18.º jugaban una promoción enfrentándose al tercer y cuarto clasificados de Segunda División, respectivamente. Los vencedores de esos partidos lograban jugar en Primera División la temporada siguiente y, los perdedores, disputaban la Segunda División.
En la temporada 1986-87, se llegó a jugar un sistema de eliminatorias que, al término de la temporada regular, dividió a los equipos en tres grupos de seis conjuntos cada uno conforme a la clasificación que habían obtenido tras las 34 jornadas ordinarias. Seis lucharon por el título, seis por la Copa de la Liga y, los seis restantes, lucharon por eludir el descenso. Los puntos cosechados en las eliminatorias se sumaron a los alcanzados en la Liga regular.

### Inscripción de futbolistas
Los clubes pueden alinear a los futbolistas que previamente hayan sido inscritos, disponiendo de un máximo de 25 fichas federativas. De estas, solo tres pueden corresponder a futbolistas extranjeros no comunitarios; es decir, jugadores cuya nacionalidad no corresponda a los países de la Unión Europea. En los partidos, estos tres extracomunitarios pueden alinearse simultáneamente.
Existen dos períodos abiertos para la inscripción de futbolistas: el primero, antes de iniciarse la competición (meses de julio y agosto) y, el segundo, a mitad de temporada (durante el mes de enero). Fuera de estos períodos solo se autorizan inscripciones, de forma excepcional, si un jugador causa baja por lesión con un período de inactividad estimado de más de cinco meses.
Al margen de los 25 futbolistas profesionales inscritos, los clubes pueden alinear a los jugadores de su filial y categorías inferiores de forma ilimitada si estos son menores de veintitrés años y no tienen licencia profesional. Si, por el contrario, son mayores de veintitrés años, el reglamento les impide volver a actuar en un equipo de categoría inferior si disputan más de diez partidos en Primera División.

### Justicia deportiva
Las cuestiones de justicia deportiva son competencia de la Real Federación Española de Fútbol a través de sus Comités de Disciplina Deportiva: Comité de Competición, Jueces de Competición y Comité de Apelación. El Comité de Competición dictamina semanalmente las sanciones a los futbolistas. Los jugadores son sancionados con un partido de suspensión en caso de acumular cinco amonestaciones a lo largo del campeonato. Igualmente, son suspendidos aquellos futbolistas expulsados durante un encuentro.
Los árbitros de cada partido son designados por una comisión creada para tal objetivo e integrada por representantes de la LaLiga y la RFEF.

### Normativa vigente sobre jugadores extranjeros
Cada club puede inscribir en la liga a 25 jugadores cada temporada, de los que solo tres pueden no tener una nacionalidad europea o la de un país con acuerdo con la Unión Europea para que sus nacionales tengan derecho a las mismas condiciones laborales que los europeos.
En los años 1990 se autorizó la participación de un tercer extranjero por equipo y, posteriormente, de un cuarto con la condición de que solo tres coincidiesen a la vez sobre el terreno de juego. Con la sentencia Bosman de 1995, que abrió las puertas de la Liga a todos los europeos, se redujeron a tres las plazas de extracomunitarios por club. De todas maneras, esto causó que los clubes españoles recibieran a gran cantidad de extranjeros, en especial a latinoamericanos, que a menudo tramitan un pasaporte comunitario dada su ascendencia europea.[cita requerida]
Hoy en día, el Athletic Club es el único equipo que no ficha jugadores no nacidos en el País Vasco y las denominadas provincias vascas o formados en la cantera de un club vasco. El club ha mantenido esta costumbre desde 1911.
Se han dado varios casos de entrenadores que han olvidado esta norma. En la temporada 2003-04 el entrenador del Real Racing Club de Santander, Lucas Alcaraz, alineó en el campo, durante dos minutos, a cuatro extracomunitarios a la vez en el partido disputado ante el C. A. Osasuna el 14 de diciembre de 2003. Esta acción le valió al Racing perder el punto obtenido en ese encuentro y una sanción económica, además de una suspensión al entrenador. Otras situaciones similares ocurrieron con Jorge Valdano como protagonista en dos ocasiones: una, con el Real Madrid en 1994 y, la segunda, en un partido entre el Valencia C. F. y el Racing de Santander en la temporada 1997-98; o con Sergije Krešić en un encuentro entre el Real Valladolid C. F. y el Real Betis Balompié.
En 2005 el reglamento cambia y solo permite a los clubes tener tres extracomunitarios en la plantilla. Esto afectó a varios clubes que tenían ya cubiertos los cuatro puestos permitidos hasta entonces. Fue el caso del F. C. Barcelona, que tenía en plantilla (además de varios jugadores con pasaporte comunitario) al brasileño Ronaldinho, al camerunés Samuel Eto'o y al mexicano Rafael Márquez, con lo que Lionel Messi no pudo participar en los encuentros de Liga hasta después de tramitar su doble nacionalidad.

## Historial

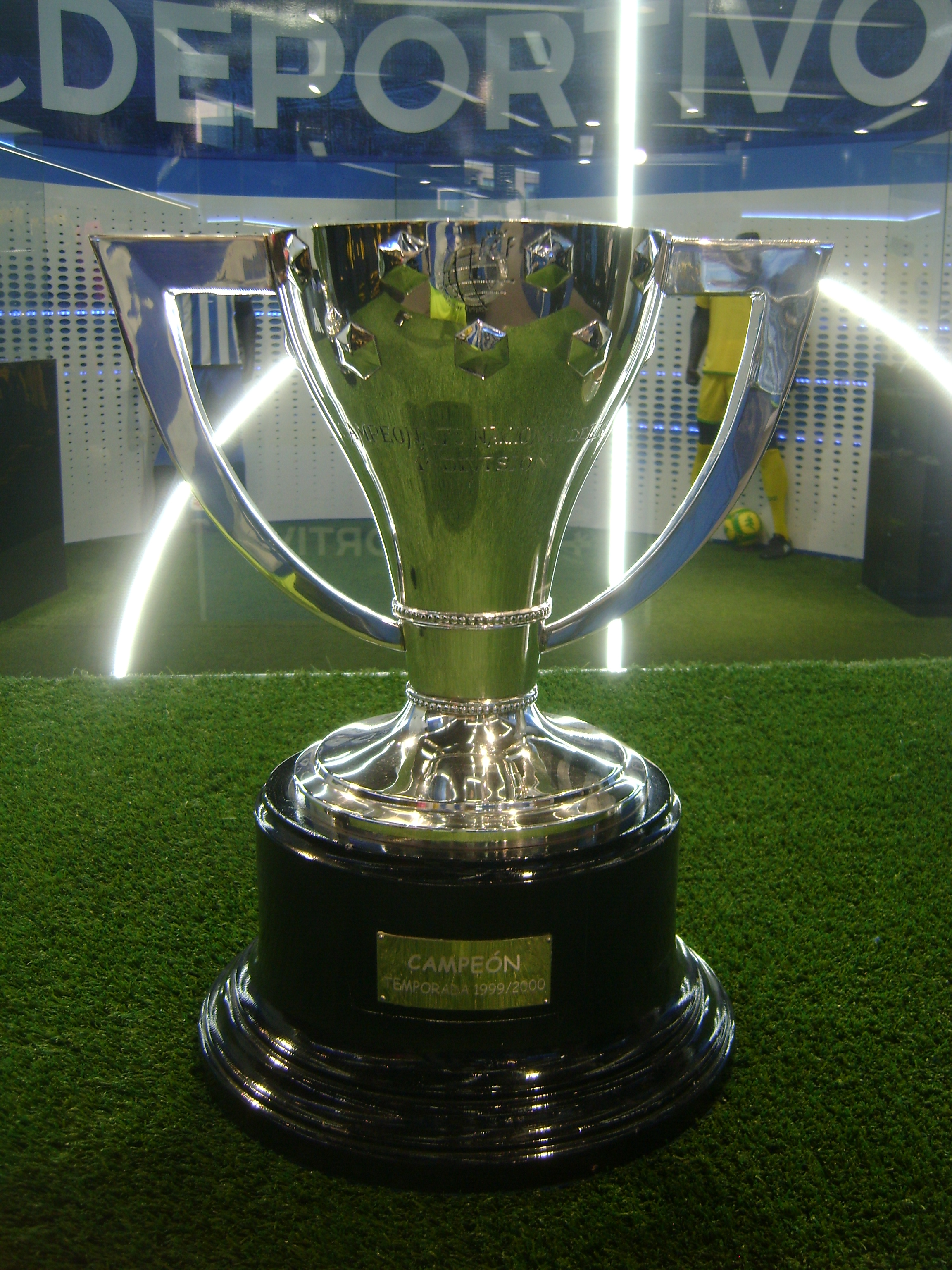
Trofeo de La Liga 99/00 ganada por el Deportivo de La Coruña.

Para un mejor detalle de cada edición véase Historial de la Primera División de España
A pesar de que 63 equipos diferentes han disputado la Primera División a lo largo de su historia, hasta ahora solo han sido capaces de ganar el torneo nueve clubes: Real Madrid Club de Fútbol, en 36 ocasiones, que incluso fue pentacampeón 2 veces (1960-65 y 1985-90); Fútbol Club Barcelona, en 28; Club Atlético de Madrid, en 11; Athletic Club, en 8; Valencia Club de Fútbol, en 6; Real Sociedad de Fútbol, en 2 y Real Betis Balompié, Sevilla Fútbol Club y Real Club Deportivo de La Coruña, en una.
Aun así, en las últimas 39 temporadas, dos equipos (FC Barcelona y Real Madrid) han acaparado los campeonatos en 33 ocasiones. Esta hegemonía se repite en otras ligas internacionales: la Liga portuguesa, donde los equipos Sport Lisboa e Benfica y el Futebol Clube do Porto han sido campeones en 35 de los últimos 39 años; la Liga egipcia, donde destaca el Al-Ahly Sporting Club con 40 de los 59 campeonatos; y la Premiership escocesa, donde el Celtic Football Club y el Rangers Football Club reúnen 103 de los 122 títulos (incluyendo los últimos 33). Un hecho común en las grandes ligas europeas, donde se suman los 14 de los últimos 17 títulos para el Football Club Internazionale o la Juventus Football Club en la Serie A; o 14 de los últimos 20 para el Fußball-Club Bayern en la Bundesliga.
Nota: Nombres y banderas de los equipos según la época. Entre paréntesis indicados los últimos títulos logrados.
| Temporada                                               | Campeón                                           | Subcampeón                                        | Tercero                                           | Notas                                                                            |
| Campeonato Nacional de Liga de Primera División         | Campeonato Nacional de Liga de Primera División   | Campeonato Nacional de Liga de Primera División   | Campeonato Nacional de Liga de Primera División   | Campeonato Nacional de Liga de Primera División                                  |
| ------------------------------------------------------- | ------------------------------------------------- | ------------------------------------------------- | ------------------------------------------------- | -------------------------------------------------------------------------------- |
| 1928-1929                                               | F. C. Barcelona                                   | Real Madrid F. C.                                 | Athletic Club                                     | Primer campeonato profesional.                                                   |
| 1929-1930                                               | Athletic Club                                     | F. C. Barcelona                                   | Arenas de Guecho                                  | Campeón invicto.                                                                 |
| 1930-1931                                               | Athletic Club                                     | Real Santander R. C.                              | Real Sociedad                                     | Triple empate en la primera posición.                                            |
| 1931-1932                                               | Madrid F. C.                                      | Athletic Club                                     | F. C. Barcelona                                   | Campeón invicto.                                                                 |
| 1932-1933                                               | Madrid F. C.                                      | Athletic Club                                     | C. D. Español                                     |                                                                                  |
| 1933-1934                                               | Athletic Club                                     | Madrid F. C.                                      | R. C. Santander                                   |                                                                                  |
| 1934-1935                                               | Betis Balompié (1)                                | Madrid F. C.                                      | Oviedo F. C.                                      | Ampliación a 12 equipos.                                                         |
| 1935-1936                                               | Athletic Club                                     | Madrid F. C.                                      | Oviedo F. C.                                      |                                                                                  |
| 1936-1937                                               | Temporadas no disputadas debido a la Guerra Civil | Temporadas no disputadas debido a la Guerra Civil | Temporadas no disputadas debido a la Guerra Civil | Temporadas no disputadas debido a la Guerra Civil                                |
| 1937-1938                                               | Temporadas no disputadas debido a la Guerra Civil | Temporadas no disputadas debido a la Guerra Civil | Temporadas no disputadas debido a la Guerra Civil | Temporadas no disputadas debido a la Guerra Civil                                |
| 1938-1939                                               | Temporadas no disputadas debido a la Guerra Civil | Temporadas no disputadas debido a la Guerra Civil | Temporadas no disputadas debido a la Guerra Civil | Temporadas no disputadas debido a la Guerra Civil                                |
| 1939-1940                                               | Atlético Aviación                                 | Sevilla F. C.                                     | Athletic Club                                     | Restablecimiento de la competición.                                              |
| 1940-1941                                               | Atlético Aviación                                 | Athletic Club                                     | Valencia C. F.                                    |                                                                                  |
| 1941-1942                                               | Valencia C. F.                                    | Real Madrid C. F.                                 | Atlético Aviación                                 | Ampliación a 14 equipos.                                                         |
| 1942-1943                                               | Atlético de Bilbao                                | Sevilla C. F.                                     | C. F. Barcelona                                   | 1º trofeo en propiedad otorgado.                                                 |
| 1943-1944                                               | Valencia C. F.                                    | Atlético-Aviación                                 | Sevilla C. F.                                     |                                                                                  |
| 1944-1945                                               | C. F. Barcelona                                   | Real Madrid C. F.                                 | Atlético-Aviación                                 |                                                                                  |
| 1945-1946                                               | Sevilla C. F. (1)                                 | C. F. Barcelona                                   | Atlético de Bilbao                                |                                                                                  |
| 1946-1947                                               | Valencia C. F.                                    | Atlético de Bilbao                                | Atlético de Madrid                                | Doble empate en la primera posición.                                             |
| 1947-1948                                               | C. F. Barcelona                                   | Valencia C. F.                                    | Atlético de Madrid                                |                                                                                  |
| 1948-1949                                               | C. F. Barcelona                                   | Valencia C. F.                                    | Real Madrid C. F.                                 |                                                                                  |
| 1949-1950                                               | Atlético de Madrid                                | R. C. Deportivo                                   | Valencia C. F.                                    |                                                                                  |
| 1950-1951                                               | Atlético de Madrid                                | Sevilla C. F.                                     | Valencia C. F.                                    | Ampliación a 16 equipos.                                                         |
| 1951-1952                                               | C. F. Barcelona                                   | Atlético de Bilbao                                | Real Madrid C. F.                                 |                                                                                  |
| 1952-1953                                               | C. F. Barcelona                                   | Valencia C. F.                                    | Real Madrid C. F.                                 | 2.º trofeo en propiedad otorgado.                                                |
| 1953-1954                                               | Real Madrid C. F.                                 | C. F. Barcelona                                   | Valencia C. F.                                    |                                                                                  |
| 1954-1955                                               | Real Madrid C. F.                                 | C. F. Barcelona                                   | Atlético de Bilbao                                |                                                                                  |
| 1955-1956                                               | Atlético de Bilbao                                | C. F. Barcelona                                   | Real Madrid C. F.                                 |                                                                                  |
| 1956-1957                                               | Real Madrid C. F.                                 | Sevilla C. F.                                     | C. F. Barcelona                                   |                                                                                  |
| 1957-1958                                               | Real Madrid C. F.                                 | Atlético de Madrid                                | C. F. Barcelona                                   |                                                                                  |
| 1958-1959                                               | C. F. Barcelona                                   | Real Madrid C. F.                                 | Atlético de Bilbao                                |                                                                                  |
| 1959-1960                                               | C. F. Barcelona                                   | Real Madrid C. F.                                 | Atlético de Bilbao                                | Doble empate en la primera posición.                                             |
| 1960-1961                                               | Real Madrid C. F.                                 | Atlético de Madrid                                | Real Zaragoza                                     | 3.º trofeo en propiedad otorgado.                                                |
| 1961-1962                                               | Real Madrid C. F.                                 | C. F. Barcelona                                   | Atlético de Madrid                                |                                                                                  |
| 1962-1963                                               | Real Madrid C. F.                                 | Atlético de Madrid                                | Real Oviedo C. F.                                 |                                                                                  |
| 1963-1964                                               | Real Madrid C. F.                                 | C. F. Barcelona                                   | Real Betis Balompié                               | 4.º trofeo en propiedad otorgado.                                                |
| 1964-1965                                               | Real Madrid C. F.                                 | Atlético de Madrid                                | Real Zaragoza                                     | Récord de campeonatos consecutivos.                                              |
| 1965-1966                                               | Atlético de Madrid                                | Real Madrid C. F.                                 | C. F. Barcelona                                   |                                                                                  |
| 1966-1967                                               | Real Madrid C. F.                                 | C. F. Barcelona                                   | R. C. D. Español                                  |                                                                                  |
| 1967-1968                                               | Real Madrid C. F.                                 | C. F. Barcelona                                   | U. D. Las Palmas                                  |                                                                                  |
| 1968-1969                                               | Real Madrid C. F.                                 | U. D. Las Palmas                                  | C. F. Barcelona                                   | 5.º trofeo en propiedad otorgado.                                                |
| 1969-1970                                               | Atlético de Madrid                                | Atlético de Bilbao                                | Sevilla C. F.                                     |                                                                                  |
| 1970-1971                                               | Valencia C. F.                                    | C. F. Barcelona                                   | Atlético de Madrid                                | Doble empate en la primera posición.                                             |
| 1971-1972                                               | Real Madrid C. F.                                 | Valencia C. F.                                    | C. F. Barcelona                                   | Ampliación a 18 equipos.                                                         |
| 1972-1973                                               | Atlético de Madrid                                | F. C. Barcelona                                   | R. C. D. Español                                  |                                                                                  |
| 1973-1974                                               | F. C. Barcelona                                   | Atlético de Madrid                                | Real Zaragoza                                     |                                                                                  |
| 1974-1975                                               | Real Madrid C. F.                                 | Real Zaragoza                                     | F. C. Barcelona                                   |                                                                                  |
| 1975-1976                                               | Real Madrid C. F.                                 | F. C. Barcelona                                   | Atlético de Madrid                                |                                                                                  |
| 1976-1977                                               | Atlético de Madrid                                | F. C. Barcelona                                   | Athletic Club                                     |                                                                                  |
| 1977-1978                                               | Real Madrid C. F.                                 | F. C. Barcelona                                   | Athletic Club                                     |                                                                                  |
| 1978-1979                                               | Real Madrid C. F.                                 | Real Sporting de Gijón                            | Atlético de Madrid                                | 6.º trofeo en propiedad otorgado.                                                |
| 1979-1980                                               | Real Madrid C. F.                                 | Real Sociedad                                     | Real Sporting de Gijón                            |                                                                                  |
| 1980-1981                                               | Real Sociedad                                     | Real Madrid C. F.                                 | Atlético de Madrid                                | Doble empate en la primera posición.                                             |
| 1981-1982                                               | Real Sociedad (2)                                 | F. C. Barcelona                                   | Real Madrid C. F.                                 |                                                                                  |
| 1982-1983                                               | Athletic Club                                     | Real Madrid C. F.                                 | Atlético de Madrid                                |                                                                                  |
| 1983-1984                                               | Athletic Club (8)                                 | Real Madrid C. F.                                 | F. C. Barcelona                                   | Doble empate en la primera posición.                                             |
| Liga Nacional de Fútbol Profesional de Primera División |                                                   |                                                   |                                                   |                                                                                  |
| 1984-1985                                               | F. C. Barcelona                                   | Atlético de Madrid                                | Athletic Club                                     | La LFP sucede a la RFEF como organizador.                                        |
| 1985-1986                                               | Real Madrid C. F.                                 | F. C. Barcelona                                   | Athletic Club                                     |                                                                                  |
| 1986-1987                                               | Real Madrid C. F.                                 | F. C. Barcelona                                   | R. C. D. Español                                  | Liga con play-off final                                                          |
| 1987-1988                                               | Real Madrid C. F.                                 | Real Sociedad                                     | Atlético de Madrid                                | Ampliación a 20 equipos. 7.º trofeo en propiedad otorgado.                       |
| 1988-1989                                               | Real Madrid C. F.                                 | F. C. Barcelona                                   | Valencia C. F.                                    |                                                                                  |
| 1989-1990                                               | Real Madrid C. F.                                 | Valencia C. F.                                    | F. C. Barcelona                                   | Récord de campeonatos consecutivos igualado.                                     |
| 1990-1991                                               | F. C. Barcelona                                   | Atlético de Madrid                                | Real Madrid C. F.                                 |                                                                                  |
| 1991-1992                                               | F. C. Barcelona                                   | Real Madrid C. F.                                 | Atlético de Madrid                                |                                                                                  |
| 1992-1993                                               | F. C. Barcelona                                   | Real Madrid C. F.                                 | R. C. Deportivo                                   | 8.º trofeo en propiedad otorgado.                                                |
| 1993-1994                                               | F. C. Barcelona                                   | R. C. Deportivo                                   | Real Zaragoza                                     | Doble empate en la primera posición.                                             |
| 1994-1995                                               | Real Madrid C. F.                                 | R. C. Deportivo                                   | Real Betis Balompié                               | Al finalizar la temporada, FIFA instaura los 3 puntos por victoria.              |
| 1995-1996                                               | Atlético de Madrid                                | Valencia C. F.                                    | F. C. Barcelona                                   | Ampliación 22 equipos. Dorsales personalizados y 3 sustituciones permitidas.     |
| 1996-1997                                               | Real Madrid C. F.                                 | F. C. Barcelona                                   | R. C. Deportivo                                   | Instauración de la "ley Bosman"                                                  |
| 1997-1998                                               | F. C. Barcelona                                   | Athletic Club                                     | Real Sociedad                                     | Reducción a 20 equipos.                                                          |
| 1998-1999                                               | F. C. Barcelona                                   | Real Madrid C. F.                                 | R. C. D. Mallorca                                 |                                                                                  |
| 1999-2000                                               | R. C. Deportivo (1)                               | F. C. Barcelona                                   | Valencia C. F.                                    | Instauración de descenso directo de 3 equipos.                                   |
| 2000-2001                                               | Real Madrid C. F.                                 | R. C. Deportivo                                   | R. C. D. Mallorca                                 |                                                                                  |
| 2001-2002                                               | Valencia C. F.                                    | R. C. Deportivo                                   | Real Madrid C. F.                                 |                                                                                  |
| 2002-2003                                               | Real Madrid C. F.                                 | Real Sociedad                                     | R. C. Deportivo                                   |                                                                                  |
| 2003-2004                                               | Valencia C. F. (6)                                | F. C. Barcelona                                   | R. C. Deportivo                                   |                                                                                  |
| 2004-2005                                               | F. C. Barcelona                                   | Real Madrid C. F.                                 | Villarreal C. F.                                  |                                                                                  |
| 2005-2006                                               | F. C. Barcelona                                   | Real Madrid C. F.                                 | Valencia C. F.                                    | 9.º trofeo en propiedad otorgado.                                                |
| 2006-2007                                               | Real Madrid C. F.                                 | F. C. Barcelona                                   | Sevilla F. C.                                     | Doble empate en la primera posición.                                             |
| 2007-2008                                               | Real Madrid C. F.                                 | Villarreal C. F.                                  | F. C. Barcelona                                   |                                                                                  |
| 2008-2009                                               | F. C. Barcelona                                   | Real Madrid C. F.                                 | Sevilla F. C.                                     |                                                                                  |
| 2009-2010                                               | F. C. Barcelona                                   | Real Madrid C. F.                                 | Valencia C. F.                                    |                                                                                  |
| 2010-2011                                               | F. C. Barcelona                                   | Real Madrid C. F.                                 | Valencia C. F.                                    | 10.º trofeo en propiedad otorgado.                                               |
| 2011-2012                                               | Real Madrid C. F.                                 | F. C. Barcelona                                   | Valencia C. F.                                    | Mayor puntuación y registro goleador.                                            |
| 2012-2013                                               | F. C. Barcelona                                   | Real Madrid C. F.                                 | Atlético de Madrid                                | Mayor puntuación igualada y mayor ventaja respecto al segundo.                   |
| 2013-2014                                               | Atlético de Madrid                                | F. C. Barcelona                                   | Real Madrid C. F.                                 |                                                                                  |
| 2014-2015                                               | F. C. Barcelona                                   | Real Madrid C. F.                                 | Atlético de Madrid                                |                                                                                  |
| 2015-2016                                               | F. C. Barcelona                                   | Real Madrid C. F.                                 | Atlético de Madrid                                |                                                                                  |
| 2016-2017                                               | Real Madrid C. F.                                 | F. C. Barcelona                                   | Atlético de Madrid                                |                                                                                  |
| 2017-2018                                               | F. C. Barcelona                                   | Atlético de Madrid                                | Real Madrid C. F.                                 |                                                                                  |
| 2018-2019                                               | F. C. Barcelona                                   | Atlético de Madrid                                | Real Madrid C. F.                                 | 11.º trofeo en propiedad otorgado. Instauración del VAR y calendario asimétrico. |
| 2019-2020                                               | Real Madrid C. F.                                 | F. C. Barcelona                                   | Atlético de Madrid                                | Pandemia de COVID-19. 5 sustituciones permitidas.                                |
| 2020-2021                                               | Atlético de Madrid (11)                           | Real Madrid C. F.                                 | F. C. Barcelona                                   |                                                                                  |
| 2021-2022                                               | Real Madrid C. F.                                 | F. C. Barcelona                                   | Atlético de Madrid                                |                                                                                  |
| 2022-2023                                               | F. C. Barcelona                                   | Real Madrid C. F.                                 | Atlético de Madrid                                |                                                                                  |
| 2023-2024                                               | Real Madrid C. F. (36)                            | F. C. Barcelona                                   | Girona F. C.                                      |                                                                                  |
| 2024-2025                                               | F. C. Barcelona (28)                              | Real Madrid C. F.                                 | Atlético de Madrid                                |                                                                                  |

## Palmarés
Nota: indicados en negrita las temporadas en las que también consiguió el título del Campeonato de España de Copa, señalado como doblete nacional.
| Club                         | 1.º | 2.º | 3.º | Años de los campeonatos |
| ---------------------------- | --- | --- | --- | --- |
| R. Madrid C. F.              | 36  | 26  | 10  | 1932, '33, '54, '55, '57, '58, '61, '62, '63, '64, '65, '67, '68, '69, '72, '75, '76, '78, '79, '80, '86, '87, '88, '89, '90, '95, '97, 2001, '03, '07, '08, '12, '17, '20, '22, '24 |
| F. C. Barcelona              | 28  | 28  | 13  | 1929, '45, '48, '49, '52, '53, '59, '60, '74, '85, '91, '92, '93, '94, '98, '99, 2005, '06, '09, '10, '11, '13, '15, '16, '18, '19, '23, '25                                         |
| Atlético de Madrid           | 11  | 10  | 19  | 1940, '41, '50, '51, '66, '70, '73, '77, '96, '14, '21 |
| Athletic Club                | 8   | 7   | 10  | 1930, '31, '34, '36, '43, '56, '83, '84 |
| Valencia C. F.               | 6   | 6   | 10  | 1942, '44, '47, '71, '02, '04 |
| R. Sociedad                  | 2   | 3   | 2   | 1981, '82 |
| R. C. Deportivo de La Coruña | 1   | 5   | 4   | 2000 |
| Sevilla F. C.                | 1   | 4   | 4   | 1946 |
| R. Betis                     | 1   | -   | 2   | 1935 |
| R. Zaragoza                  | -   | 1   | 4   | |
| R. Racing C. de Santander    | -   | 1   | 1   | |
| U. D. Las Palmas             | -   | 1   | 1   | |
| R. Sporting de Gijón         | -   | 1   | 1   | |
| Villarreal C. F.             | -   | 1   | 1   | |
| R. C. D. Espanyol            | -   | -   | 4   | |
| R. Oviedo                    | -   | -   | 3   | |
| R. C. D. Mallorca            | -   | -   | 2   | |
| Arenas Club                  | -   | -   | 1   | |
| Girona F. C.                 | -   | -   | 1   | |

## Estadísticas

### Clasificación histórica
Los 5043 puntos logrados por el Real Madrid Club de Fútbol lo sitúan como líder de la clasificación histórica de la competición entre los 63 equipos que alguna vez han participado en la misma. 106 puntos por debajo se encuentra el segundo clasificado, el Fútbol Club Barcelona. Elaborada por la Liga Nacional de Fútbol Profesional, se basa en los puntos conseguidos por cada equipo en Primera División, basándose en el sistema de puntuación vigente por victorias de dos o tres puntos al vencedor, y estableciendo un registro histórico con el de tres puntos.
Los únicos tres clubes que han estado presentes en todas las ediciones de la competición son el Real Madrid C. F., el F. C. Barcelona y el Athletic Club.
| Pos |  | Club                         | Temporadas | Puntos | PJ   | PG   | PE  | PP   | Pts. ×3 | Títulos | % Tít. | % Punt. |
| --- |  | ---------------------------- | ---------- | ------ | ---- | ---- | --- | ---- | ------- | ------- | ------ | ------- |
| 1   |  | Real Madrid Club de Fútbol   | 94         | 5043   | 3066 | 1846 | 613 | 607  | -       | 36      | -      | -       |
| 2   |  | Fútbol Club Barcelona        | 94         | 4937   | 3066 | 1787 | 617 | 662  | -       | 28      | -      | -       |
| 3   |  | Club Atlético de Madrid      | 88         | 4053   | 2918 | 1420 | 672 | 826  | -       | 11      | -      | -       |
| 4   |  | Athletic Club                | 94         | 3805   | 3066 | 1322 | 731 | 1013 | -       | 8       | -      | -       |
| 5   |  | Valencia Club de Fútbol      | 90         | 3801   | 2968 | 1294 | 710 | 964  | -       | 6       | -      | -       |
| 6   |  | Sevilla Fútbol Club          | 81         | 3284   | 2712 | 1118 | 612 | 982  | -       | 1       | -      | -       |
| 7   |  | Real Club Deportivo Espanyol | 88         | 3040   | 2854 | 1008 | 676 | 1170 | -       | -       | -      | -       |
| 8   |  | Real Sociedad de Fútbol      | 78         | 3029   | 2606 | 991  | 652 | 963  | -       | 2       | -      | -       |
| 9   |  | Real Betis Balompié          | 59         | 2339   | 2032 | 731  | 519 | 782  | -       | 1       | -      | -       |
| 10  |  | Real Club Celta de Vigo      | 59         | 2154   | 2002 | 679  | 475 | 848  | -       | -       | -      | -       |

### Tabla histórica de goleadores
Para un completo detalle véase Máximos goleadores de la Primera División de España.
El máximo goleador de la competición es el argentino Lionel Messi con 474 goles, seguido del portugués Cristiano Ronaldo y el español Telmo Zarra con 311 y 251 goles respectivamente, tras superar los dos primeros, el registro del español que durante años se mantuvo como inalcanzable en la historia de la competición. A estos tres jugadores se une un cuarto, el hispano-argentino Alfredo Di Stéfano, como los que más tripletes o hat-tricks acumulan: 36 de Messi, 34 de Cristiano Ronaldo, y 22 para Zarra y Di Stéfano.
Entre los máximos anotadores, el español Isidro Lángara es el jugador con mejor promedio anotador de la competición con 1,16 goles por partido, por delante del ya citado Cristiano Ronaldo con un promedio de 1,07, del 0,92 de Agustín Sauto Bata y del 0,91 de Telmo Zarra y Lionel Messi. Solo diez futbolistas han conseguido anotar más de 200 goles en la competición.
Es el diario Marca quien concede el trofeo Pichichi al máximo anotador, además de otros diversos premios anuales individuales. Entre ellos destaca también el trofeo Zamora, otorgado al portero con coeficiente más favorable de goles recibidos por partido; o el trofeo Zarra, entregado al máximo anotador nacional entre otros. Entre todos los futbolistas nombrados suman 26 distinciones de máximo anotador, siendo encabezados por los ocho de Messi y seis de Zarra.
Nota: Contabilizados los partidos y goles según actas oficiales. Resaltados jugadores activos y club actual.
| Pos. | Jugador                  | G.  | Part. | Prom. | Debut   | (Equipo debut)          | Otros clubes                                                      |
| ---- | ------------------------ | --- | ----- | ----- | ------- | ----------------------- | ----------------------------------------------------------------- |
| 1    | Lionel Messi             | 474 | 520   | 0,91  | 2004-05 | F.C. Barcelona (474)    |                                                                   |
| 2    | Cristiano Ronaldo        | 311 | 292   | 1,07  | 2009-10 | Real Madrid C.F. (311)  |                                                                   |
| 3    | Telmo Zarra              | 251 | 277   | 0,91  | 1940-41 | Athletic Club (251)     |                                                                   |
| 4    | Karim Benzema            | 238 | 439   | 0.54  | 2009-10 | Real Madrid C.F. (238)  |                                                                   |
| 5    | Hugo Sánchez             | 234 | 347   | 0,67  | 1981-82 | Atlético de Madrid (54) | Real Madrid C.F. (164), Rayo Vallecano (16)                       |
| 6    | Raúl González            | 228 | 550   | 0,41  | 1994-95 | Real Madrid C.F. (228)  |                                                                   |
| 7    | Alfredo Di Stéfano       | 227 | 329   | 0,69  | 1953-54 | Real Madrid C.F. (216)  | R.C.D. Español (11)                                               |
| 8    | César Rodríguez          | 221 | 353   | 0,63  | 1941-42 | Granada C.F. (23)       | F.C. Barcelona (190), Cultural Leonesa (3), Elche C.F. (5)        |
| 9    | Enrique Castro Quini     | 219 | 448   | 0,49  | 1970-71 | Real Sporting (165)     | F.C. Barcelona (54)                                               |
| 10   | Manuel Fernández Pahiño  | 212 | 278   | 0,76  | 1943-44 | R.C. Celta de Vigo (57) | Real Madrid C.F. (109), R.C. Deportivo (46)                       |
| 11   | Antoine Griezmann        | 198 | 502   | 0,38  | 2010-11 | Real Sociedad (40)      | Atlético de Madrid (136), F.C. Barcelona (22)                     |
| 12   | Edmundo Suárez Mundo     | 195 | 229   | 0,85  | 1935-36 | Athletic Club (0)       | Valencia C.F. (186), C.D. Alcoyano (9)                            |
| 13   | Carlos Alonso Santillana | 186 | 461   | 0,40  | 1971-72 | Real Madrid C.F. (186)  |                                                                   |
| 14   | David Villa              | 185 | 352   | 0,53  | 2003-04 | Real Zaragoza (32)      | Valencia C.F. (107), F.C. Barcelona (33), Atlético de Madrid (13) |
| 15   | Juan Arza                | 182 | 349   | 0,52  | 1943-44 | Sevilla F.C. (182)      |                                                                   |

Estadísticas actualizadas hasta el último partido de la temporada 2024-25.

### Jugadores con más partidos disputados
Para un completo detalle véase Anexo:Futbolistas con más partidos en la Primera División de España
Entre los jugadores que más partidos han disputado a lo largo de la historia de la competición destaca el vitoriano Andoni Zubizarreta, con un total de 622 partidos disputados entre los tres conjuntos en los que militó en la máxima categoría durante 17 temporadas, todos ellos como titular (únicamente no terminó los noventa minutos reglamentarios en cuatro de ellos). Ostentó la marca en solitario hasta que fue igualada en 2024 por el gaditano Joaquín Sánchez, como el jugador de campo —que no guardameta— de mayor registro, alcanzando la cifra en el que fue su último partido como profesional. Tras ellos se sitúa el navarro Raúl García, completando la terna de los únicos jugadores que han conseguido sobrepasar los 600 partidos en la Primera División. Tras ellos se sitúan el madrileño Raúl González con 550 (que es el jugador que más partidos de liga ha jugado con el mismo equipo, todos en el Real Madrid), el vallisoletano Eusebio Sacristán, quien con un total de 543 repartidos en cuatro equipos y 19 temporadas precede al coruñés Paco Buyo, los sevillanos Sergio Ramos y Jesús Navas, los madrileños Manolo Sanchís, Iker Casillas y Dani Parejo, el argentino Lionel Messi, el francés Antoine Griezmann , el barcelonés Xavi Hernández y el gerundense Miquel Soler. Son en total quince futbolistas los que han disputado más de 500 partidos en la competición.
En cuanto a los jugadores no seleccionables con España, es Lionel Messi el jugador que encabeza el registro con 520 encuentros. 
Los más longevos en cuanto a temporadas disputadas, con veinte cada uno, son Joaquín Sánchez, Miquel Soler, el cacereño César Sánchez y Raúl García.
Entre los jugadores en activo en la Liga, es Antoine Griezmann el que encabeza el ranking con 513 partidos a fecha 27 de enero de 2025.
Nota: resaltados futbolistas en activo en la categoría durante la campaña 2024-25 además de su actual equipo.
| Pos. | Jugador            | Part. | Tit.  | Temp.           | Equipo debut               | Otros clubes                                                           |
| ---- | ------------------ | ----- | ----- | --------------- | -------------------------- | ---------------------------------------------------------------------- |
| 1    | Andoni Zubizarreta | 622   | (622) | 1981-98 (17)    | Athletic Club (169)        | F.C. Barcelona (301), Valencia C.F. (152)                              |
| =    | Joaquín Sánchez    | 622   | (473) | 2001-23 (22)    | Real Betis (407)           | Valencia C.F. (158), Málaga C.F. (57)                                  |
| 3    | Raúl García        | 609   | (424) | 2004-24 (20)    | C.A. Osasuna (101)         | Atlético de Madrid (216), Athletic Club (292)                          |
| 4    | Raúl González      | 550   | (499) | 1994-10 (16)    | Real Madrid C.F. (550)     |                                                                        |
| 5    | Eusebio Sacristán  | 543   | (422) | 1983-02 (19)    | Real Valladolid C.F. (246) | Atlético de Madrid (27), F.C. Barcelona (203), R.C. Celta de Vigo (67) |
| 6    | Paco Buyo          | 542   | (542) | 1980-97 (17)    | Sevilla F.C. (199)         | Real Madrid C.F. (343)                                                 |
| 7    | Sergio Ramos       | 536   | (502) | 2003-21 (18)    | Sevilla F.C. (67)          | Real Madrid C.F. (469)                                                 |
| 8    | Manolo Sanchís     | 523   | (489) | 1983-01 (18)    | Real Madrid C.F. (523)     |                                                                        |
| 9    | Lionel Messi       | 520   | (464) | 2004-21 (17)    | F.C. Barcelona (520)       |                                                                        |
| 10   | Jesús Navas        | 516   | (451) | 2004-2024. (18) | Sevilla F.C. (516)         |                                                                        |

Estadísticas actualizadas hasta el 27 de enero de 2025.

### Las 10 transferencias más caras en la historia de la  Liga
| Pos | Jugador           | Club               | Eq. procedencia    | Millones € | Año  | Referencias |
| --- | ----------------- | ------------------ | ------------------ | ---------- | ---- | ----------- |
| 1º  | Philippe Coutinho | Barcelona          | Liverpool          | 135        | 2018 | [ 115 ]     |
| 2º  | Ousmane Dembélé   | Barcelona          | Borussia Dortmund  | 135        | 2017 | [ 116 ]     |
| 3º  | João Félix        | Atlético de Madrid | SL Benfica         | 127        | 2019 | [ 117 ]     |
| 4º  | Eden Hazard       | Real Madrid        | Chelsea            | 120.8      | 2019 | [ 118 ]     |
| 5º  | Antoine Griezmann | Barcelona          | Atlético de Madrid | 120        | 2019 | [ 119 ]     |
| 6º  | Jude Bellingham   | Real Madrid        | Borussia Dortmund  | 103        | 2023 | [ 120 ]     |
| 7º  | Gareth Bale       | Real Madrid        | Tottenham          | 101        | 2013 | [ 121 ]     |
| 8º  | Julián Alvarez    | Atlético de Madrid | Manchester City    | 95         | 2024 | [ 122 ]     |
| 9º  | Cristiano Ronaldo | Real Madrid        | Manchester United  | 94         | 2009 | [ 123 ]     |
| 10º | Neymar            | Barcelona          | Santos             | 88         | 2013 | [ 124 ]     |

Fonte Fox Sports, actualizado em 07/08/2024.

### Resumen de los cambios más destacables
- Liga de 10 equipos desde la temporada 1928-29 (primera edición) hasta la temporada 1933-34 (inclusive), Liga de 12 equipos desde la temporada 1934-35 hasta la temporada 1940-41 (ambas inclusive, aunque entre 1936 y 1939 no hubo competiciones debido a la guerra civil), Liga de 14 equipos desde la temporada 1941-42 hasta 1949-50 (ambas inclusive), Liga de 16 equipos desde la temporada 1950-51 hasta la temporada 1970-71 (ambas inclusive), Liga de 18 equipos desde la temporada 1971-72 hasta la temporada 1986-87 (ambas inclusive), Liga de 20 equipos a partir de la temporada 1987-88 hasta la actualidad, con las excepciones de las Ligas 1995-96 y 1996-97 con 22 equipos.
- A partir de la temporada 1995-96 se otorga 3 puntos por victoria. También se estableció la obligación de poner el nombre y/o apellido en el dorsal de cada jugador y se amplía el número de sustituciones permitidas durante el partido de 2 a 3 para cada equipo.
- A partir de la temporada 1996-97 se aplica la llamada "ley Bosman", que consideraba a cualquier jugador de la Unión Europea como propio del país, sin ocupar plaza de extranjero.
- A partir de la temporada 1999-2000 se eliminó la promoción de descenso/ascenso y se incrementó en uno (de dos a tres) el número de ascensos y descensos directos entre Primera y Segunda División por temporada.
- A partir de la temporada 2018-19 se implanta el VAR y el calendario asimétrico.
- A mitad de la temporada 2019-20 se aumenta el número máximo de sustituciones en un partido de 3 a 5, distribuidas en un máximo de tres ventanas de cambios más el descanso como ventana extraordinaria.

## Patrocinadores
- EA Sports
- Puma
- Microsoft
- Budweiser
- Nissan

### Nombres de patrocinio
- Liga BBVA (2008-16)
- LaLiga Santander (2016-23)
- LaLiga EA Sports (2023-presente)

## Filmografía
- Documental TVE (21/10/2011), «Cómo hemos cambiado - Campeones de Liga (1929-2011)» en RTVE.es.